# 지멤스
지멤스(GMEMS)는 대한민국에서 유일한 미세기계전자시스템(MEMS) 공장을 운영하던 주식회사이다. 2006년 대한민국 정보통신부가 사물인터넷(IoT) 등 미세기계전자시스템 시장 성장에 대비하여 인천광역시청과 협약을 맺고 공장을 건설하였고, 2011년 정보통신산업진흥원이 보유하던 307억원 상당의 송도 팹을 민영화하여 지분 49%를 획득하면서 설립되었다. 인천광역시 연수구 송도동에 있다.

## 연혁
- 2011년 4월 8일 주식회사 지멤스 설립

## 사건·사고 및 논란

### 지멤스팹 공장 폐쇄
2016년 2월 3일 반도체업계에 따르면 지멤스는 MEMS팹을 청산하고, 미세기계전자시스템(MEMS) 제조용 장비를 정부 산하기관 연구소에 무상 증여하고, 나머지 장비를 서울대학교, 성균관대학교 등에 기증하기로 했다. 지멤스는 2014년말 순손실 513억1000만원을 기록했고, 2015년에는 아예 가동을 멈췄다. 민간기업으로 300억원 가량을 출자한 ISC도 약 200억원 이상의 손실을 입은 것으로 알려졌다.
이와 관련하여 지멤스 관계자는 "계속 운영을 하기 어려운 상황이라 2015년 가동을 중단했다"며 "여러 가지 사정을 고려해 장비는 국내 연구소에 이전하기로 했다"고 말했다.

## 같이 보기
- 한국나노기술원
- 나노종합기술원
- 나노융합기술원
- 나노융합산업연구조합
- 국가나노인프라협의체
- 한국사물인터넷협회
- 사물인터넷포럼